# 23-й Северокаролинский пехотный полк
23-й Северокаролинский пехотный полк (23rd North Carolina Infantry) представлял собой один из пехотных полков армии Конфедерации во время Гражданской войны в США. Полк прошёл все сражения Северовирджинской армии от Севен-Пайнс до Аппоматтокса.

## Формирование
23-й Северокаролинский пехотный полк был сформирован в Велдоне, Северная Каролина, в июле 1861 года, как 13-й Северокаролинский добровольческий (13th North Carolina Volunteers), и впоследствии, 14 ноября 1861 года, был переименован в 23-й Северокаролинский. Его роты были набраны в округах Линкольн, Монтгомери, Ричмонд, Гренвилл, Катаа и Гастон.
10 июля были выбраны офицеры полка: полковником стал Джон Хок (1820—1888), Джон Лик (1816—1874) — подполковником, а Э. Кристиан — майором.
- Рота A — округ Энсон
- Рота B — округ Линкольн
- Рота C — округ Монтгомери
- Ротa D — округ Ричмонд
- Рота E — округ Гренвилл
- Рота F — округ Катаба
- Рота G — округ Гренвилль
- Рота H — округ Гастон
- Рота I — округ Гренвилл
- Рота K — округ Линкольн

## Боевой путь

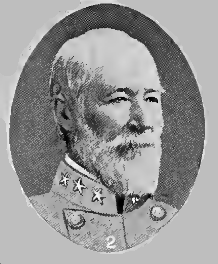
Полковник Джон Хок

После формирования полк был переведён в лагерь в Гарисберге, а 17 июля 7 его рот были отправлены к Ричмонду. Три роты (C, D, H) остались в лагере из-за эпидемии кори. Под Ричмондом полк впервые получил оружие — гладкоствольные капсюльные мушкеты. Полк был отправлен к Манассасу, но не успел принять участие в первом сражении при Булл-Ран. Полк встал лагерем под Манассасом, где из-за болезни выбыло из строя 240 человек. Из них 57 — по причине заболевания тифом.
В северной Вирджинии полк простоял всю зиму. Его включили в бригаду Джубала Эрли, которая была частью дивизии Эрла ван Дорна. Весной 1862 года армия Конфедерации оставила Манассас. 23-й Северокаролинский покинул лагерь 8 марта и 7 апреля прибыл к Ричмонду. От Ричмонда полк отправили на побережье к Вест-Пойнту, откуда на шхунах переправили в Йорктаун. Там 17 апреля полку впервые пришлось оказаться под артиллерийским обстрелом.
После сдачи Йорктауна полк отступил к Уильямсбергу, где 5 мая участвовал в сражении при Уильямсберге. Генерал Эрли бросил в бой 24-й Северокаролинский и 5-й Северокаролинский, но не задействовал 23-й. Полковник Дункан Макрей (командир 5-го Северокаролинского) впоследствии обвинил полковника Хока в том, что тот остановил полк без явной причины, а Хук отвечал, что приказ на остановку дал лично генерал Эрли. В тот день случайными пулями было ранено всего 4 или 5 человек.
9 мая полк отошёл за реку Чакахомини и там был реорганизован. Полковником был избран Даниель Кристи. Роберт Джонстон, капитан роты К, стал подполковником. Первый лейтенант роты С, стал майором.
31 мая 1862 года полк числился в бригаде Самуэля Гарланда, бывшей частью дивизии Дэниеля Хилла. Эта дивизия была брошена во фронтальную атаку федеральных позиций во время сражения при Севен-Пайнс. Так как многие рядовые выбыли из строя по болезни, то в сражении полк насчитывал 225 человек. Из них 24 солдата и офицера было убито, 95 ранено (16 ранений оказались смертельными). Полковник Кристи был ранен, подполковник Джонстон ранен трижды. майор Кристиан был тяжело ранен и умер спустя несколько дней. Полк был отведён в лагерь под Ричмонд, где бригада была реорганизована. Теперь в её состав входили 5-й, 12-й, 13-й и 20-й Северокаролинские полки.